# Siegmar Faust
Siegmar Faust (* 12. Dezember 1944 in Dohna, Landkreis Pirna, Sachsen) ist ein deutscher Schriftsteller und ehemaliger politischer Häftling in der DDR. Von 1996 bis 1999 war er Landesbeauftragter für die Stasi-Unterlagen im Freistaat Sachsen.

## Leben

### In der DDR
Faust wurde als Sohn der technischen Zeichnerin Ingeborg Kayenberg und eines Zyprioten, der als britischer Soldat der Antihitlerkoalition in deutsche Kriegsgefangenschaft geraten war, geboren. Er wuchs in Heidenau bei Dresden auf. Nach dem Abitur studierte er ab 1964 Kunsterziehung und Geschichte an der Universität Leipzig, von der er im Sommer 1966 wegen „Disziplinlosigkeit und politischer Unzuverlässigkeit“ exmatrikuliert wurde, weil er eine Vorlesung mit unzensierter Lyrik organisiert hatte. Nach der politischen Wende in der DDR wurde vom Rektor der Universität 1993 dazu festgestellt, dass die Exmatrikulation eindeutig politisch motiviert war und damit einen zeittypischen Akt ausgeübter Willkür gegen Andersdenkende darstellte.
Nach erfolgter Bewährung in der Produktion wurde ihm ein Studium wieder gestattet. Faust wurde zum Studium am Leipziger Literaturinstitut „Johannes R. Becher“ angenommen, auch dort aber im Frühjahr 1968 aus politischen Gründen wieder exmatrikuliert.
Seinen Lebensunterhalt verdiente Faust überwiegend als Hilfsarbeiter, nebenher war er schriftstellerisch tätig. Vorerst kursierten seine Werke im Freundeskreis. Seit 1968 wurde Faust von der Stasi beobachtet und verfolgt. Als seine Versuche, in der Bundesrepublik zu veröffentlichen, aufgedeckt wurden, erfolgte eine erste Inhaftierung. Nach seiner Freilassung verdingte er sich als Transportarbeiter. Im Sommer 1968 initiierte er die Stauseelesung von Leipzig, die weitere politische Repressalien, aber auch die Entdeckung Wolfgang Hilbigs als Lyriker zur Folge hatte. Hilbig und Faust kannten sich aus dem nach „Heinz Rusch“ benannten Zirkel Schreibender Arbeiter, den der Schriftsteller Manfred Künne geleitet hatte. Nachdem ein offizieller Ausreiseantrag durch die DDR-Behörden abgelehnt worden war, initiierte er unter Verweis auf die Mitgliedschaft der DDR in den Vereinten Nationen eine von 45 Personen unterzeichnete Petition „Gegen die Verweigerung der Menschenrechte“. Daraufhin wurde er erneut inhaftiert und vom Bezirksgericht Dresden zu vier Jahren und sechs Monaten Haft verurteilt.
Wegen „staatsfeindlicher Hetze“ war Faust, der sich damals selbst als Marxist verstand, in den 1970er Jahren insgesamt 33 Monate inhaftiert, davon 17 Monate in Stasi-Untersuchungshaftanstalten, sieben Wochen im Haftkrankenhaus für Neurologie und Psychiatrie Waldheim („Klapsmühle Waldheim“), die übrige Zeit im Zuchthaus Cottbus. Dort stellte er dem SED-Zentralorgan Neues Deutschland die handgeschriebene Zeitung Armes Deutschland gegenüber, die von Hand zu Hand gereicht wurde. Dafür wurde Faust über 400 Tage in einer doppelt vergitterten, feuchten und kalten Kellerzelle („Tigerkäfig“) gefangen gehalten. Mithäftlinge unterstützten ihn und schmuggelten Kugelschreiberminen und Butter in seine Zelle. Insgesamt war er über zwei Jahre in Einzelhaft. Im März 1976 wurde er nach einer Intervention Robert Havemanns bei Erich Honecker und wirksamen Protesten des In- und Auslandes wegen „guter Führung“ vorzeitig freigelassen. Im September 1976 wurde ihm die Ausreise in die Bundesrepublik gestattet. Bis zur Ausreise hielt er sich im Freundeskreis Wolf Biermanns auf.
Eine 2011 von Michael Nitsche verfasste Magisterarbeit widmet sich ausführlich dem literarisch-soziologischen Schaffen von Siegmar Faust zur Zeit seiner Inhaftierung.

### In der Bundesrepublik
Im Westen angekommen, folgte für Faust 1976 eine große Ernüchterung:

„Dass ich in der Mensa auf der Hardenbergstraße neben Marx-, Engels- und Lenin- auch riesige Stalin-Poster sah und verzweifelt davonlief, interessierte keinen. Der Verleger Axel Springer war der Oberteufel, ansonsten sollte ich mich von Gerhard Löwenthal, Matthias Walden, der Bundeswehr, der CDU, ganz besonders der CSU, von Landsmannschaften und Burschenschaften, dem Mauermuseum, der Gesellschaft für Menschenrechte und überhaupt von allen Antikommunisten, Amerikanern und konservativen Fortschrittsfeinden fernhalten, gaben mir diejenigen zu verstehen, die mir weiterhelfen, besser noch: mich retten wollten.“

Er arbeitete freiberuflich als Schriftsteller, Drehbuchautor, Rezensent und Vortragsreferent. Hierbei hielt er u. a. auch Vorträge für „Causa“, eine Tarnorganisation der Mun-Sekte.
1980 beantragte er gemeinsam mit 30 ehemaligen DDR-Häftlingen, darunter der frühere Ost-Berliner Wehrdienstverweigerer Nico Hübner, die Mitgliedschaft in der FDP. Faust ist langjähriges Mitglied zahlreicher Opferverbände:
- Seit den 1980er Jahren in der Internationalen Gesellschaft für Menschenrechte (IGFM), heute als Kuratoriums-Mitglied (von 1987 bis 1990 war er zudem Chefredakteur der von der IGFM herausgegebenen Zeitschrift DDR heute),
- seit den 1980er Jahren im Brüsewitz-Zentrum und Mitherausgeber der Zeitschrift des Vereins Christen drüben,
- im Verband politisch Verfolgter des Kommunismus e. V. (VPVDK) (als Vorstandsvorsitzender),
- im Verein „Gegen das Vergessen“ (Pforzheim),[12]
- im Berliner Förderverein Gedenkbibliothek zu Ehren der Opfer des Kommunismus, bis 2011 Gedenkbibliothek zu Ehren der Opfer des Stalinismus,
- im Menschenrechtszentrums Cottbus e. V. (als Vorstandsmitglied),
- als Miteigentümer der Gedenkstätte Zuchthaus Cottbus – hier war er 2013 als Kurator für die Dauerausstellung „Karierte Wolken – Politische Verfolgung 1933 bis 1989“ verantwortlich,[7][6]
- in der Evangelischen Bruderschaft St. Georgs-Orden,
- im rechtskonservativen[13] Freien Deutschen Autorenverband (im Präsidium)

Er ist zudem Mitglied im Autorenkreis der Bundesrepublik Deutschland und arbeitete im Stasi-Museum Berlin.
Faust publiziert auch gesellschaftspolitische Essays und Zeitungsbeiträge, u. a. für The European, Preußische Allgemeine Zeitung, Junge Freiheit.
Faust hat fünf Söhne und eine Tochter. Er lebt in Berlin.

## Politische Positionen
1994 unterzeichnete Faust den „Berliner Appell“, in dem vor dem Wiedererstarken des Sozialismus gewarnt wird. 2006 unterzeichnete er den „Appell für die Pressefreiheit“ der Wochenzeitung Junge Freiheit gegen deren Ausschluss von der Leipziger Buchmesse. 2010 war er Mitverfasser einer Gedenkschrift für Wolfgang Venohr, Schriftsteller und früheres Mitglied der Waffen-SS. 2012 war Faust Mitunterzeichner eines in der Zeitung Die Welt veröffentlichten Wahlaufrufs für die Landtagswahl in Thüringen, in dem kritische Positionen zu fast allen größeren zur Wahl zugelassenen Parteien, namentlich der SPD, der CDU und der Linken, geäußert wurden.
Faust sympathisiert mit der AfD und vertritt anti-islamische Positionen.
2018 unterzeichnete er die „Gemeinsame Erklärung zu Chemnitz“, die sich gegen die politische Vereinnahmung eines im Spätsommer 2018 in Chemnitz geschehenen Mordfalls aussprach.

## Aktivitäten und Vorkommnisse

### Der Fall Margot Pietzner
1991 lernte Faust in der Gedenkbibliothek zu Ehren der Opfer des Stalinismus, bei der er beschäftigt war, die Rentnerin Margot Pietzner (1921–1998) kennen. Pietzner wurde 1944/45 als Aufseherin von der SS aktenkundig dienstverpflichtet. Sie musste ihren Dienst, weil ihr eigener Arbeitsplatz in dem Arado Flugzeugwerk zu Wittenberg durch Luftangriffe zerstört worden war, nun in einem Arbeitslager ihres bisherigen Arbeitgebers verrichten, kurz vor Ende des Krieges auch in Außenlagern der KZs Sachsenhausen und Ravensbrück, so in Belzig. 1946 wurde sie von einem sowjetischen Militärtribunal zuerst zum Tode, dann zu 25 Jahren Haft verurteilt. 1956 wurde sie amnestiert. Nach zweijähriger Überprüfung durch die zuständige Bundesstiftung im Anerkennungsverfahren erhielt sie 1993 Haftentschädigungen von insgesamt 64.350 DM. Der Vorgang löste zwei Skandale aus.
Zum einen hatte die Bundesstiftung für ehemalige politische Häftlinge, die mit dem Rehabilitierungsverfahren betraut war, die Vergangenheit Pietzners angeblich nicht erforscht. Die nun eingeschaltete Gauck-Behörde und die Wittenberger Schriftstellerin Renate Lieblich, die mit Margot Pietzner auf Lesetournee ging und sie in der Berliner Gedenkbibliothek zu Ehren der Opfer des Stalinismus einführte, fand dann belastende Hinweise gegen Pietzner. So habe Pietzner KZ-Häftlinge misshandelt. Faust und Ursula Popiolek, die Leiterin der Gedenkbibliothek, haben von Pietzners Tätigkeit als Aufseherin über Frau Lieblich-Gruber gewusst. Der Fall Pietzner und die der Gedenkbibliothek vorgeworfene Umkehrung mutmaßlicher NS-Täter zu Opfern des Stalinismus löste den Rückzug mehrerer DDR-Bürgerrechtler aus Gremien der Bibliothek aus. 1996 wurde Pietzner der Status als ehemaliger politischer Häftling aberkannt und die Entschädigungssumme zurückgefordert, nachdem zuvor Justizminister Kinkel einen Rechtsanwalt beauftragt hatte, Frau Pietzner zu helfen.
Pietzner hatte jedoch schon den größten Teil des Geldes verschenkt, auch zum Dachdecken einer Kirche in Wittenberg. Zum Skandal entwickelte es sich erst, nachdem die Familie Popiolek 20.000, Faust 7.000 Mark erhielten. Er wurde deswegen nach Bekanntwerden bei seiner neuen Arbeitsstelle, dem Berliner Landesbeauftragten für die Stasi-Unterlagen, am letzten Tag der Probezeit entlassen. Faust wurde von Pietzner mehrmals zur Annahme des Geldes gedrängt, schließlich nahm er es an, bewahrte es bar auf, um die Summe später an eine Organisation zugunsten von Frauen aus dem Gefängnis Hoheneck zu geben.
Die Mitgründerin der Gedenkbibliothek Bärbel Bohley wie auch Jürgen Fuchs und Wolfgang Templin verließen aufgrund des Skandals den Verein.

### Landesbeauftragter für die Stasi-Unterlagen
Ab Mai 1996 war Faust als Nachfolger von Fritz Arendt Landesbeauftragter für die Stasi-Unterlagen im Freistaat Sachsen, nachdem der zuvor geschilderte Pietzner-Fall dort vom Justizministerium genau untersucht worden war. Doch nach drei Jahren, am 22. April 1999, wurde er durch den Landtag von seinem Amt abberufen, ohne das Gerichtsurteil abzuwarten. Im Mai 1998 hatten SPD und PDS schon erfolglos versucht, ihn wegen eines Vortrages zur Stasi-Thematik bei der „Psychosekte“ Verein zur Förderung der Psychologischen Menschenkenntnis abzuberufen. Faust hatte sich nach dem Verfassungsschutzbericht gehalten und nur dort aufgelistete Vereine gemieden. Nach Auskunft des Justizministers hatte Faust von seinem Dienst-PC aus kostenpflichtige Internetseiten mit pornografischer Reklame abgerufen. Faust räumte die Vorfälle ein, trat aber nicht zurück, weil er solche Seiten nicht bewusst aufgerufen hatte. Vor Gericht wurde ihm der Vorwurf gemacht, keinen Computerlehrgang besucht zu haben, da er die englischen Befehle nicht lesen konnte. Er surfte monatlich für etwa 20 DM, wobei nicht zwischen privater und dienstlicher Nutzung unterschieden werden konnte. Faust gewann die Prozesse gegen das Justizministerium in beiden Instanzen und erhielt bis zum Ende seiner regulären Dienstzeit 2001 vom Freistaat Sachsen Dienstbezüge.

### Mitarbeiter der Gedenkstätte Hohenschönhausen
Ab 2008 führte Siegmar Faust als Zeitzeuge Besuchergruppen durch die Gedenkstätte Hohenschönhausen. Diese trennte sich Ende Mai 2018 von Faust. Der Direktor der Gedenkstätte, Hubertus Knabe, distanzierte sich von Faust, nachdem dieser in der Berliner Zeitung mit „AfD-nahen und den Holocaust relativierenden Äußerungen“ zitiert worden war. Der Journalist Markus Decker zitierte Faust mit Aussagen wie der, der Islam sei eine „Welteroberungsideologie“. Dass Cem Özdemir ein Beispiel gelungener Integration sei, wies Faust mit der Bemerkung „Wenn’s drauf ankommt, dann halten die zusammen“ zurück. Er habe zwar „keine Sympathie“ für den wegen Volksverhetzung verurteilten Holocaustleugner Horst Mahler, er finde es jedoch „unerträglich, was die Justiz da macht“, und frage sich, ob die Zahl sechs Millionen „heilig“ sei. Knabe betonte, die zitierten Äußerungen Fausts entsprächen nicht der Meinung der Stiftung, welche hinter der Gedenkstätte steht. Die Äußerungen Fausts seien vielmehr „geeignet, das Anliegen der Aufarbeitung der SED-Diktatur insgesamt und damit auch die Arbeit der Gedenkstätte und ihrer Mitarbeiter massiv zu beschädigen“. Eine Gegendarstellung Fausts hatte die Berliner Zeitung abgelehnt. Faust stellte eine Anzeige bei der Polizei, doch die Staatsanwaltschaft fühlte sich nicht zuständig. Er solle einen Zivilprozess anstrengen.
Auch in der Gedenkstätte Zuchthaus Cottbus darf er keine Besuchergruppen mehr betreuen. Der sächsische Beauftragte für die Stasiunterlagen, Lutz Rathenow, erklärte Anfang Juni 2018, dass Siegmar Faust keine finanzielle Förderung mehr für Zeitzeugenauftritte an sächsischen Schulen bekäme.

## Werke

### Monografien
- Die Lehr- und Wunderjahre des Faustus Simplicissimus. Dokumentiert in einem Nachwort von Lutz-Peter Naumann, in vier Zeichnungen von Sieghard Pohl, sowie sechs Original-Briefen aus dem Gefängnis und einundvierzig Gedichten, Verlag Klaus Guhl, Berlin (West) 1979
- In welchem Lande lebt Mephisto? Schreiben in Deutschland, Günter Olzog Verlag, München 1980
- Ich will hier raus. Briefe, Gedichte, Dokumente, Kassiber und Karikaturen, Verlag Klaus Guhl, Berlin (West) 1983
- Ein jegliches hat sein Leid. Experimentelles Essay, Verlag Klaus Guhl, Berlin (West) 1984
- Menschenhandel in der Gegenwart. Literatur der DDR im Zeugenstand, MUT Verlag, Asendorf 1986
- Der Freischwimmer. Das Ende einer Jugend in Dresden, Roman, Anita Tykve Verlag, Böblingen 1987
- Der Provokateur. Ein politischer Roman. Herbig-Verlag, München 1999. ISBN 3-7766-2137-0 (Autobiografischer Roman über Fausts Alter Ego Bob Kayenberg)
- Glaube, Hoffnung, Liebe. Religion in einer zerfallenden Gesellschaft. Edition BuchHaus Loschwitz, Dresden 2023.
- Verdoppeltes Leben. Verlag Inspiration Un Limited, London und Berlin 2024. ISBN 978-3945127537

### Anthologien, Film-Drehbücher, Dokumentationen (Auswahl)
- Ralph Grüneberger (Hrsg.)/Gesellschaft für zeitgenössische Lyrik. Poesiealbum neu. Ausgaben 1/2008, 1/2012, 1/2015
- Freiheit, die ich meine. Über Christen und Marxisten in der DDR, sechsteilige ZDF-Spielfilmserie, 1979
- Sehnsucht nach einer Orgel. Vortragsfilm für die Hilfsaktion Märtyrerkirche, Überlingen 1983
- Auch dies ist mein Land. Drei Schriftsteller-Porträts zur deutschen Frage: Reiner Kunze, Hans-Joachim Schädlich und Ulrich Schacht. Vortragsfilm des Gesamtdeutschen Instituts, Bonn 1986
- Wir dachten, der Krieg ist vorbei. ZeitZeugen-Dokumentation mit Internierten so genannter Speziallager, zusammen mit Dirk Jungnickel, Berlin 1996
- Gegen das Vergessen. Zeit-Zeugen im DDR-Museum Pforzheim. 10 Porträts, Pforzheim 2006